# 1289

## Esdeveniments
- Els franciscans prediquen a Etiòpia
- Batalla entre güelfs i gibel·lins a Pisa
- Creació de la universitat de Montpeller
- Expulsió dels jueus d'Anjou
- Primera ascensió al Popocatépetl
- Erik VI esdevé rei de Dinamarca

Països Catalans
- Corts de Montsó

## Naixements
- 4 d'octubre - Lluís X de França
- 6 d'octubre - Venceslau III de Bohèmia

## Necrològiques
- 12 de març - Demetri II de Geòrgia
- Ugolino della Gherardesca
- 4 de desembre, Pere de Siena, a Siena